# Бущан Георгій Миколайович
Гео́ргій Микола́йович Буща́н (нар. 31 травня 1994, Одеса, Україна) — український футболіст, воротар клубу «Аш-Шабаб» та збірної України. 
Чемпіон України сезону 2020/21. Дворазовий переможець  Кубка України, триразовий переможець  Суперкубка України. 
Вихованець футбольних шкіл одеського «Чорноморця» та «Динамо».

## Клубна кар'єра

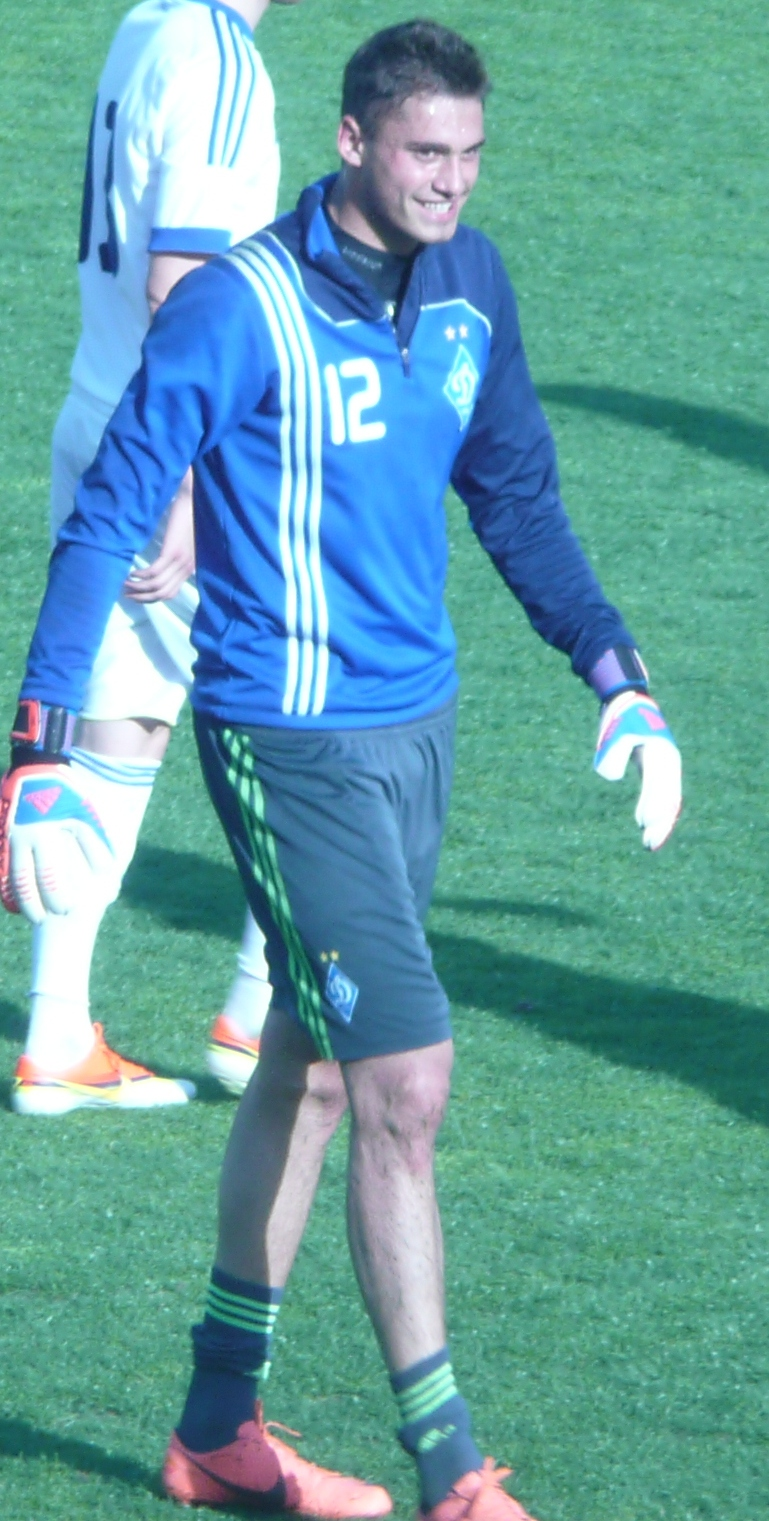
Георгій Бущан, травень 2013

Георгій Бущан народився в Одесі, де й почав займатися футболом, хоча міг пов'язати себе з іншим видом спорту — плаванням, яким він займався певний час. Кумиром хлопця у футболі був Андрій Шевченко, тож спочатку Георгій хотів бути нападником, однак тренер одеського ДЮСШ-11 Віталій Гоцуляк вирішив інакше: у 9-річному віці хлопця через його високий зріст намагалися спробувати на позиції центрального захисника, однак Георгій образився на таку ініціативу тренера та заявив, що буде голкіпером.
Завдяки успішним виступам у змаганнях ДЮФЛ на Бущана звернули увагу тренери юнацьких збірних України та селекціонери провідних клубів країни. Зрештою, Бущан обрав серед інших київське «Динамо», хоча спочатку схилявся до варіанту з «Металістом». Продовження кар'єри в Києві здавалося йому чимось нереальним та фантастичним, однак за порадою мами Георгій ризикнув і не прогадав. Уперше до заявки основного складу «Динамо» Бущан потрапив у грудні 2011 році на матч із донецьким «Металургом». Основною причиною такого рішення стала гостра нестача воротарів, оскільки Олександр Шовковський був травмований, а Артема Кичака не заявили на осінню частину чемпіонату. Однак на полі тоді Бущан так і не з'явився, будучи дублером Максима Коваля і тривалий час грав за молодіжні команди «Динамо», а у 2014-2015 роках грав у резервній команді «Динамо-2» у Першій лізі.
20 серпня 2017 року дебютував в основній команді в матчі Прем'єр-ліги проти «Сталі» (Кам'янське) (4:1). 2 листопада 2017 року він дебютував у Лізі Європи у матчі проти швейцарського «Янг Бойза» (1:0). Прогнозувалося[ким?], що він стане основним голкіпером команди в другій частині чемпіонату, на фоні невдалих виступів Коваля та Рудька[відсутнє в джерелі], але на зимових зборах отримав ушкодження, через що клуб був змушений в екстреному порядку орендувати з «Бешикташу» Дениса Бойка. Після відновлення програв боротьбу за місце у стартовому складі старшому колезі, тому в сезоні 2018/19 зіграв лише 9 матчів із 49 можливих. Проте вже в наступному році почав вигравати конкуренцію у Бойка після низки невпевнених поєдинків останнього[джерело?] і сезон 2019/20 завершував уже в статусі основного голкіпера команди, провівши 28 із 45 матчів.
У сезоні 2020/21 до жовтневої перерви на міжнародні матчі провів за «Динамо» усі поєдинки без винятку, в тому числі й завершальний домашній матч плей-оф раунду кваліфікації Ліги чемпіонів УЄФА проти бельгійського «Генту», який кияни виграли з рахунком 3:0. У цьому матчі Бущан, здійснивши 12 сейвів та не пропустивши жодного м'яча у сітку своїх воріт, допоміг Динамо вперше за 4 роки пробитися до групового етапу Ліги чемпіонів.
27 липня 2022 року Бущан став шостим голкіпером «Динамо», який відбив пенальті в єврокубках у матчі проти «Фенербахче». Кияни переграли турків із рахунком 2:1.
29 січня 2025 року «Динамо» офіційно повідомило, що досягло домовленості про трансфер гравця до клубу «Аль-Шабаб» із Саудівської Аравії.

## Кар'єра у збірній
Виступав за юнацькі збірні України різного віку. 24 квітня 2013 року, у матчі проти однолітків з Греції, дебютував за юнацьку збірну України. Цю гру його команда програла 1:2.
Дебют у молодіжній збірній відбувся 13 листопада 2014 року, у грі проти Туреччини. Зустріч завершилася перемогою з рахунком 2:0.
Дебютував Бущан за національну збірну 7 жовтня 2020 у товариській грі проти французів (яка завершилася найбільшою для збірної України поразкою в історії з рахунком 1:7), у зв'язку зі спалахом коронавірусної хвороби серед воротарів збірної України (захворіли Пятов, Паньків та Лунін), ставши 27-м воротарем в історії збірної України. Сторож воріт «Динамо» проводив тоді сильний кар'єрний етап у складі киян і тому був пріоритетним варіантом для тренерського штабу Андрія Шевченка. Перший офіційний матч Бущан провів 11 жовтня 2020 проти Німеччини у Києві в рамках Ліги націй, який збірна програла з рахунком 1:2. Георгій припустився результативної помилки, що призвела до другого пропущеного м'яча, але потім читачі сайту «football.ua»  визнали його кращим гравцем матчу, завдяки його численним сейвам. У тому ж вікні для збірних відіграв і третій поєдинок, 13 жовтня матч Ліги націй проти Іспанії, знову на НСК «Олімпійському». Цього разу упевнена гра Бущана допомогла йому провести першу «суху» гру[джерело?] та здобути команді сенсаційну перемогу над іспанцями (1:0) на фоні невдалих останніх матчів. Попри 9 пропущених м'ячів у 3 матчах, Георгію вдалось 23 рази зберегти м'яч після ударів у площину воріт у цих трьох поєдинках.
У першому матчі відбору на чемпіонат світу 2022 року Україна зіграла з Францією на нічию 1:1 .
У першому матчі Євро-2020, який відбувся 13 червня 2021 року і був перенесений через Ковід, Бущан захищав ворота української збірної. У першому таймі здійснив як мінімум три сейви, але у другому пропустив три голи. Таким чином, матч закінчився з рахунком 3:2 . У першому таймі оглядачі порівнювали Бущана з кам'яною стіною . У другому матчі Євро Україна з рахунком 2:1 обіграла збірну Північної Македонії. У другому таймі Бущан відбив пенальті, але футболіст македонців Аліоський встиг першим на добиванні . Після матчу в Амстердамі Бущан увійшов до топ-5 найкращих воротарів збірної України . У 1/8 фіналу Україна переграла збірну Швеції з рахунком 2:1 і Бущана знову визнали одним із кращих гравців матчу, разом із півзахисником Олександром Зінченком, який забив перший гол .

## Співробітництво
Георгій Бущан є амбасадором бренду Brave GK — воротарських рукавичок, засновником якого є відомий український футболіст-воротар Рустам Худжамов.
| Дата       | Місто     | Господарі            | Результат | Гості              | Турнір                               | Голи | Примітки |
| ---------- | --------- | -------------------- | --------- | ------------------ | ------------------------------------ | ---- | -------- |
| 07-10-2020 | Париж     | Франція              | 7 – 1     | Україна            | товариський матч                     | -7   |          |
| 10-10-2020 | Київ      | Україна              | 1 – 2     | Німеччина          | Ліга націй УЄФА 2020-2021 - 1-й етап | -2   |          |
| 13-10-2020 | Київ      | Україна              | 1 – 0     | Іспанія            | Ліга націй УЄФА 2020-2021 - 1-й етап | -    |          |
| 24-03-2021 | Париж     | Україна              | 1 – 1     | Франція            | Відбір до ЧС 2022                    | -1   |          |
| 28-03-2021 | Київ      | Україна              | 1 – 1     | Фінляндія          | Відбір до ЧС 2022                    | -1   |          |
| 03-06-2021 | Дніпро    | Україна              | 1 – 0     | Північна Ірландія  | товариський матч                     | -    |          |
| 13-06-2021 | Амстердам | Нідерланди           | 3 – 2     | Україна            | ЧЄ 2020 - груповий етап              | -3   |          |
| 17-06-2021 | Бухарест  | Україна              | 2 – 1     | Північна Македонія | ЧЄ 2020 - груповий етап              | -1   |          |
| 21-06-2021 | Бухарест  | Україна              | 0 – 1     | Австрія            | ЧЄ 2020 - груповий етап              | -1   |          |
| 29-06-2021 | Глазго    | Швеція               | 1 – 2     | Україна            | ЧЄ 2020 - 1/8 фіналу                 | -1   |          |
| 03-07-2021 | Рим       | Україна              | 0 – 4     | Англія             | ЧЄ 2020 - 1/4 фіналу                 | -4   |          |
| 11-11-2021 | Одеса     | Україна              | 1 – 1     | Болгарія           | товариський матч                     | -1   | 46'      |
| 16-11-2021 | Зениця    | Боснія і Герцеговина | 0 – 2     | Україна            | Відбір до ЧС 2022                    | -    |          |
| 01-06-2022 | Глазго    | Шотландія            | 1 – 3     | Україна            | Відбір до ЧС 2022                    | -1   |          |
| 05-06-2022 | Кардіфф   | Уельс                | 1 – 0     | Україна            | Відбір до ЧС 2022                    | -1   |          |
| 09-09-2023 | Вроцлав   | Україна              | 1 – 1     | Англія             | Відбір до ЧЄ 2024                    | -1   |          |
| 12-09-2023 | Мілан     | Італія               | 2 – 1     | Україна            | Відбір до ЧЄ 2024                    | -2   |          |
| 07-06-2024 | Варшава   | Польща               | 3 – 1     | Україна            | товариський матч                     | -3   |          |
| Усього     |           | Матчів               | 18        |                    | Голів                                | -30  |          |

## Досягнення
- Чемпіон України (1): 2020/21
- Володар Кубка України (2): 2019/20, 2020/21
- Володар Суперкубка України (3): 2018, 2019, 2020

## Сім'я
У липні 2014 року одружився з заслуженою артисткою України балериною Христиною Шишпор. 8 вересня того ж року Христина народила доньку Юлію.